# Rada Główna Opiekuńcza (1916–1921)

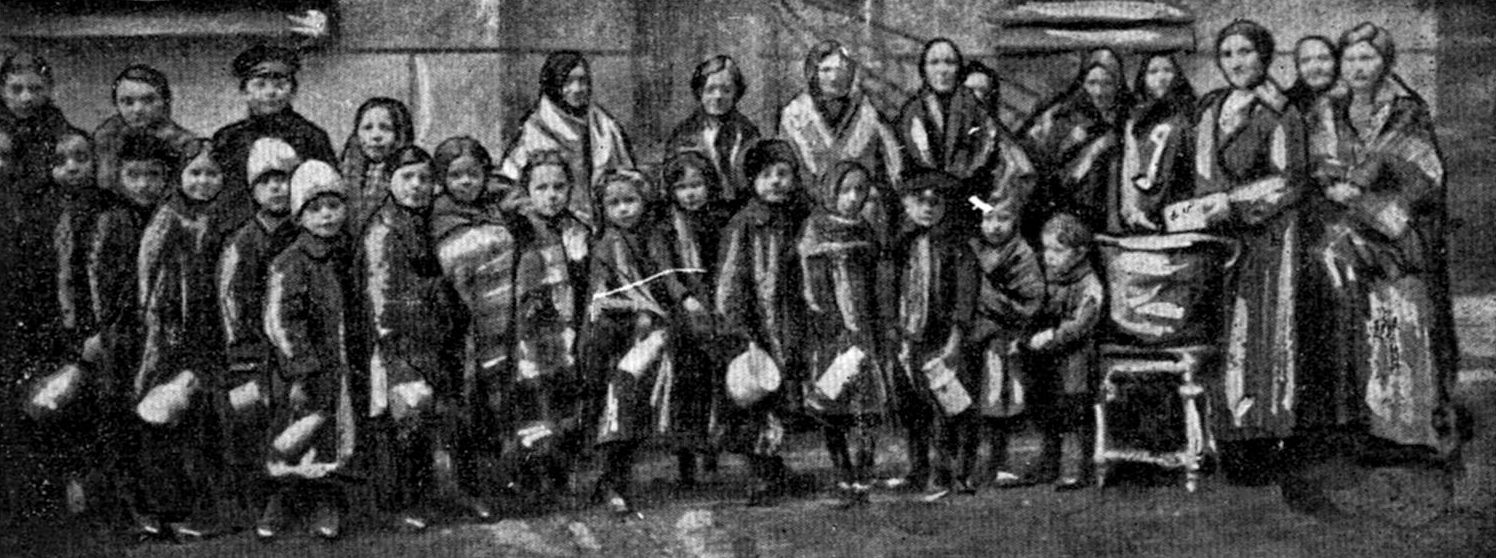
Warszawa, bezpłatne dożywianie dzieci i kobiet – rysunek z 1917

Rada Główna Opiekuńcza (RGO), działająca w latach 1916-1921 – największa polska organizacja samopomocowa podczas I wojny światowej, działająca w okupowanej przez Niemców części Królestwa Polskiego, a od 1919 na terenie większości ziem polskich. Do jej nazwy i działalności nawiązywała działająca podczas II wojny światowej organizacja o identycznej nazwie.

## Geneza organizacji
Rada Główna Opiekuńcza rozpoczęła działalność 1 stycznia 1916 r. na terenie okupowanej przez Niemców części Królestwa Polskiego. Działała na podstawie rozporządzenia Cesarsko-Niemieckiego Generalnego Gubernatorstwa Warszawskiego z 12 grudnia 1915 r. Ukonstytuowanie władz centralnych nastąpiło 19 grudnia 1915 r., zaś uroczyste posiedzenie inauguracyjne RGO odbyło się 22 grudnia 1915 w siedzibie Rady w Warszawie, przy ul. Jasnej 35. RGO przejęła działaczy i struktury po rozwiązanym przez okupantów 12 września 1915 Centralnym Komitecie Obywatelskim.

## Podczas I wojny światowej

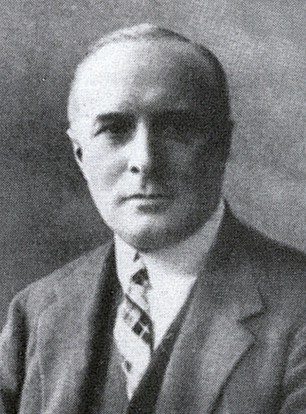
Eustachy Sapieha – prezes RGO w latach 1916-1919

Charakter organizacji określał statut według którego była to organizacja „samopomocy społecznej” mająca „na celu niesienie pomocy poszkodowanej przez wojnę ludności, bez różnicy wyznania.” Dążyła „do przywrócenia normalnego biegu życia społecznego, kulturalnego i gospodarczego [...] za wyłączeniem wszelkiej działalności politycznej”. Podstawowym zadaniem organizacji było niesienie pomocy w postaci żywności, odzieży, zasiłków pieniężnych poszkodowanej przez wojnę ludności, w tym uchodźcom wojennym. Prowadziła także rejestrację strat wojennych.
Fundusze na swoją działalność otrzymywała RGO od władz okupacyjnych, Komitetu Niesienia Pomocy w Królestwie Polskim, Komitetu Generalnego Pomocy Ofiarom Wojny w Polsce oraz ze zorganizowanych przez siebie zbiórek społecznych. Przykładowo w 1916 roku wpływy centrali RGO wynosiły 4 419 550 rubli, z czego procentowo największą kwotę przekazał Komitet Niesienia Pomocy w Królestwie Polskim z zaboru pruskiego (36,52%), następnie Komitet Generalny Pomocy Ofiarom Wojny w Polsce w Vevey (17,17%) zaś własne przedsięwzięcia przyniosły zaledwie 19,63% wpływów. W 1918 struktura przychodów RGO zaczęła się zmieniać – pozyskano wówczas nieco ponad 9 mln marek. Głównym źródłem stały się wówczas dotacje ze strony powstających struktur władz polskich, szczególnie kolejnych rządów Rady Regencyjnej (2,8 mln marek). Na drugim dopiero miejscu znalazły się dotacje od organizacji charytatywnych: Komitetu Niesienia Pomocy w Królestwie Polskim (1,5 mln marek), Komitetu Generalnego Pomocy Ofiarom Wojny w Polsce (523 tys. marek), Amerykańskiego Czerwonego Krzyża (557 tys.marek).

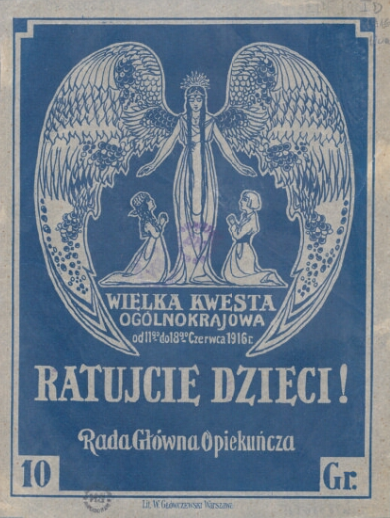
RGO – cegiełka na Wielką Kwestę Ogólnokrajową „Ratujcie dzieci” która odbyła się 11-18 czerwca 1916

W swej działalności Rada skupiała się na zakładaniu placówek opiekuńczych: dla dzieci (ochronek, żłobków, schronisk, burs) i dla dorosłych (przytułków dla starców, kalek i bezdomnych), a także tworzenia jadłodajni, punktów rozdawnictwa żywności, odzieży, obuwia oraz udzielaniu wsparcia finansowego najuboższym. Wspomagała także w miarę możliwości zaspokojenie innych potrzeb ludności które związane były z szeroko rozumianą aprowizacją, zdrowotnością, oświatą, budownictwem.
Wobec ograniczonych finansowych możliwości priorytetowo traktowano akcję pomocy dzieciom. Według stanu z 1 lutego 1917 RGO prowadziła 1446 ochron dla 73 710 dzieci. Spośród nich 45 funkcjonowało poza obszarem Królestwa Polskiego w okręgu kobryńskim, słonimskim, nowogródzkim oraz w Białymstoku. Na terenie Królestwa było to 1401 ochron, 37 schronisk i 8 żłobków. Najwięcej ochron prowadziła Rada Opiekuńcza Okręgu Łódzkiego (3 powiaty) – 254, a spośród rad opiekuńczych powiatowych – powiatu warszawskiego – 180 i błońskiego – 81. W 1918 r. liczba placówek dla dzieci nieco spadła w porównaniu z 1917 r., ale wzrosła liczba miejsc w nich przewidzianych. Terenowe rady opiekuńcze utrzymywały 1430 placówek dla prawie 130 tys. dzieci, w tym 1349 ochron (1225 przychodnich i 124 z internatami) i 14 żłobków. Centrala RGO prowadziła wówczas w Warszawie i okolicach 4 schroniska (3 w mieście dla 1050 dzieci i jedno schronisko-sanatorium dla dzieci gruźliczych w Otwocku dla 100 podopiecznych. Objęła też patronatem nowo utworzone schronisko św. Ludwika dla 500 dzieci. Jednym ze sztandarowych przedsięwzięć RGO była akcja „Wieś dla dzieci” polegająca na umieszczaniu biednych dzieci z dużych miast na terenach wiejskich. Część dzieci wyprawiano na wieś na okres letni, większość miała tam jednak przebywać przez dłuższy czas, obejmujący czasami wiele miesięcy. Realizację akcji rozpoczęto już w styczniu 1916 roku. W ciągu całego roku objęto nią 2229 dzieci choć chętnych było dwa razy więcej. Większość z nich pochodziła z Warszawy, W 1917 było to już ponad 10 tys. dzieci, prawie 6000 z nich pochodziło z Warszawy, 3 tys. z Łodzi i pow. będzińskiego,około 500 z Częstochowy. W 1918 udało się wysłać kolejne 9 tys.dzieci. Ze względu na duże trudności aprowizacyjne, szczególnie w miastach spowodowane warunkami wojennymi RGO za jedno z najważniejszych zadań uznawała niesienie pomocy żywnościowej osobom najuboższym. Rady lokalne tworzyły na swoim terenie sieć jadłodajni, w których wydawano ciepłe posiłki bezpłatnie lub po niskich cenach. W placówkach tych preferencyjnie starano się traktować dzieci, matki wychowujące małe dzieci, osoby chore i niepełnosprawne. Na dużą skalę dożywiano także dzieci w schroniskach i żłobkach. Rady terenowe zakładały również herbaciarnie, barszczarnie, pijalnie gorącej wody. Posiłki w jadłodajniach były zwykle duże, choć mało urozmaicone. Przeważnie składały się z litra zupy z dodatkiem chleba. W 1917 RGO prowadziło na terenie okupowanej przez Niemców części Królestwa 174 jadłodajni, herbaciarni i barszczarni. Wspomagano akcję „Kropla mleka”.

Wpływ polityczny na Radę Główną Opiekuńczą wywierało Międzypartyjne Koło Polityczne a później prawica aktywistyczna. Organizacja współpracowała z Centralnym Towarzystwem Rolniczym, Głównym Komitetem Ratunkowym z okupacji austro-węgierskiej i Towarzystwem Przemysłowców Królestwa Polskiego. W radach opiekuńczych pracowało społecznie kilkadziesiąt tysięcy osób. Na ich członków wybierano przedstawicieli różnych grup społecznych i zawodowych. W działalności rad powiatowych najliczniej zaangażowali się ziemianie i księża. Starało się przyciągnąć do pracy w radach przedstawicieli robotników i chłopów. W części rad w ich pracach uczestniczyli przedstawiciele Polskiej Partii Socjalistycznej – Frakcji i Stowarzyszenia Robotników Chrześcijańskich, a w Łodzi, Sosnowcu i Tomaszowie także SDKPiL i PPS-Lewicy. Jak piszą badacze dziejów RGO – Małgorzata i Marek Przeniosłowie: „Faktycznie RGO była czymś więcej niż tylko organizacją społeczną, przerodziła się bowiem w oddolny ruch społeczeństwa, które z potrzeby chwili, mając świadomość konieczności wsparcia, czy wręcz ratowania współobywateli, zaangażowała się w organizację struktur samopomocowych. W sytuacji braku własnej państwowości właśnie na samym społeczeństwie spoczął ciężar wszechstronnego pomagania najbardziej potrzebującym”. 

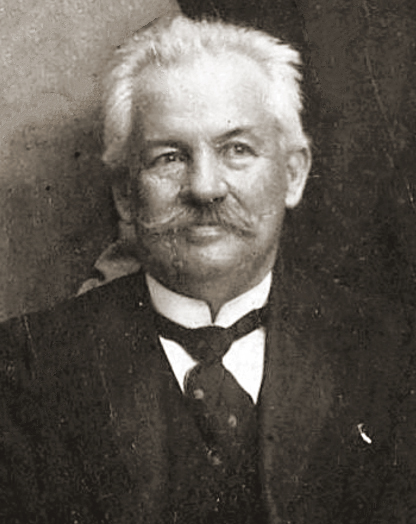
Stanisław Dzierzbicki – prezes RGO w 1916 roku

## W niepodległej Polsce
Rada Główna Opiekuńcza po odzyskaniu przez Polskę niepodległości nie tylko nie zakończyła działalności, ale zaczęła rozszerzać obszar na którym funkcjonowała, najpierw o część Królestwa Polskiego okupowaną przez Austro-Węgry (w jej skład wszedł wówczas działający tu Główny Komitet Ratunkowy) i obszary wchodzące w skład Ober-Ostu, następnie Galicję, Wileńszczyznę, Wołyń i Grodzieńszczyznę. Rada wytyczyła też sobie szerokie plany pomocowe. W okresie powojennym najbardziej istotne źródło dochodów RGO stanowiły dotacje państwowe otrzymywane z Ministerstwa Pracy, Opieki Społecznej i Ministerstwa Zdrowia Publicznego i Generalnego Komisarza Ziem Wschodnich oraz z samorządów (głównie z sejmików powiatowych). W jeszcze większym stopniu, zgodnie z oczekiwaniami władz polskich skupiono się na pomocy dzieciom a także wsparciu potrzebującym pomocy żywnościowej. Według danych z końca 1918 roku rady opiekuńcze utrzymywały 1697 instytucji, w tym 1439 przeznaczonych dla ponad 100 tysięcy dzieci. W sierpniu 1919 wszystkie struktury RGO prowadziły 1722 instytucje organizując pomoc dla prawie 260 tysięcy osób. Z kolei w marcu 1920 RGO prowadziły lub wspierały 2744 instytucje pomocowe dla prawie 316 tysięcy osób.

## Struktury organizacyjne
Dla realizacji swych celów Rada stworzyła szeroko rozbudowaną strukturę organizacyjną. Na szczeblu centralnym istniała Rada Nadzorcza RGO której prezesami byli Stanisław Dzierzbicki a od grudnia 1916 Eustachy Sapieha, Członkami tego organu byli: ks. Zygmunt Chełmicki, Zygmunt Chrzanowski, Zygmunt Chmielewski, Stanisław Czekanowski, Ludwik Górski, Jan Heurich, Marian Kiniorski, Antoni Eustachy Marylski-Łuszczewski, Wojciech Rostworowski, Stanisław Skarbiński, Józef Troetzer, Antoni Wieniawski, Andrzej Wierzbicki, Józef Wierusz-Kowalski, Leon Grohman. Organem Wykonawczym był Zarząd Główny którym kierowali Adam Ronikier a od stycznia 1917 Stanisław Staniszewski. Do Zarządu Głównego poza wymienionymi wchodzili: Stanisław Lubomirski, Antoni Olszewski i Feliks Wojewódzki. Członkowie RGO byli zatwierdzani przez Naczelnika Zarządu Cywilnego przy Cesarsko-Niemieckim Generalnym Gubernatorstwie Warszawskim. Prace RGO z ramienia władz okupacyjnych nadzorował kurator Franciszek Kwilecki. W ramach Zarządu Głównego działały od początku Wydziały: Ogólny, Prowincjonalny, Finansowy, Gospodarczy, Dobroczynności, Opieki nad Dziećmi i Młodzieżą, oraz powstały w lutym 1916 Wydział Budowlany i utworzony w maju 1916 Wydział Rejestracji Strat Wojennych. RGO prowadziła swą działalność poprzez rady powiatowe lub okręgowe i miejscowe (miejskie lub gminne). Niemieccy naczelnicy okręgów mieli prawo uczestniczenia w posiedzeniach Rad Opiekuńczych Powiatowych, kontrolowania ich prac oraz prawo weta w stosunku do ich uchwał.
Po odzyskaniu niepodległości struktura organizacyjna RGO w niewielkim stopniu różniła się od tej która obowiązywał podczas I wojny światowej. Nowy statut organizacji zatwierdziło 22 sierpnia 1919 Ministerstwo Spraw Wewnętrznych. Według niego organami kierowniczymi pozostawały: Rada, Zgromadzenie Ogólne i Zarząd. Prezesami RGO w okresie powojennym byli Eustachy Sapieha a od stycznia 1919 Stanisław Staniszewski. W grudniu 1918 oprócz prezesa Zarząd tworzyli: Stanisław Staniszewski, Ignacy Lipski, Gustaw Zabłocki, ks. Antoni Około-Kułak. Jeżeli chodzi o Radę RGO to do większych zmian personalnych doszło w niej na wiosnę 1920 roku, gdy na Ogólnym Zgromadzeniu 9 kwietnia 1920 wybrano jej nowy skład. Członkami Rady zostali wówczas: Tadeusz Cieński, ks. Józef Dąbrowski, Gustaw Dobrucki, Adam Hirszman, Kazimierz Górski, Marian Kiniorski, Witold Kopeć, Władysław Leszczyński, Józef Modzelewski, ks. Antoni Około-Kułak, Wacław Paszkowski, Wacław Popiel, Leon Przanowski, Tadeusz Rudowski, Stanisław Staniszewski, Olgierd Świda, Józef Troetzer, Karol Tuszyński, Wacław Wańkowicz, Jan Zagleniczny, Józef Zabiełło, Gustaw Zabłocki, Juliusz Zdanowski, Stanisław Żurawski. Ponadto zastępcami członków Rady zostali: ks. Zygmunt Chełmicki, Władysław Froelich, ks. Józef Konopiński, Irena Pannenkowa, ks. Feliks Sznarbachowski, ks. Leopold Szuman. W niepodległej Polsce działalność Rady Głównej Opiekuńczej była także kontrolowana przez struktury państwa szczególnie przez urzędników Ministerstwa Pracy i Opieki Społecznej.

## Rozwiązanie RGO
Radę Główną Opiekuńczą rozwiązano uchwałą rządu z dnia 8 grudnia 1920 r. Postanowiono w niej bezzwłoczną likwidację RGO w terminie do 28 lutego 1921 roku. Likwidację przeprowadziło Ministerstwo Pracy i Opieki Społecznej które także stało się w większości właścicielem majątku rozwiązywanej organizacji.